# Ælfwald Ier
Pour les articles homonymes, voir Ælfwald.
Ælfwald Ier est roi de Northumbrie de 779 à sa mort, le 23 septembre 788. Son règne s'inscrit dans une période troublée de l'histoire du royaume : arrivé au pouvoir après la déposition de son prédécesseur, il meurt assassiné moins de dix ans plus tard.

## Biographie
Ælfwald est le petit-fils d'Eadberht, roi de Northumbrie de 737 à 758. Son père Oswulf, qui monte sur le trône en 758, est assassiné quelques mois plus tard par des membres de sa propre maisonnée. Le successeur d'Oswulf, Æthelwald Moll, n'appartient pas à la famille royale. C'est le début d'une période durant laquelle plusieurs familles se disputent le pouvoir et où les souverains sont fréquemment déposés ou assassinés.
En 779, Æthelred Ier, le fils d'Æthelwald Moll, est déposé et le trône revient à Ælfwald. La situation politique de la Northumbrie reste troublée : la Chronique anglo-saxonne rapporte que le 25 décembre 780, les ealdormen Osbald et Æthelheard font brûler vif le « patricien » (un titre apparemment réservé au principal vassal du roi) Bearn à Seletun.
Ælfwald collabore étroitement avec l'Église. En 780, il envoie le moine Alcuin à Rome pour qu'il ramène le pallium du nouvel archevêque d'York Eanbald Ier. En 786, il participe à un grand concile organisé par le légat pontifical Georges d'Ostie. Les décrets promulgués par ce concile, confirmés par le roi, les évêques et les principaux ealdormen du royaume, exigent notamment que les monarques soient de naissance légitime et jette l'anathème sur les régicides,.
Une conspiration menée par le patricien Sicga (qui fait pourtant partie de ceux ayant confirmé les décrets du concile de 786) débouche sur l'assassinat d'Ælfwald le 23 septembre 788 à Scythlescester, un lieu non identifié situé près du mur d'Hadrien. Osred II lui succède. Ælfwald laisse deux fils, Ælf et Ælfwine, qui sont mis à mort en 791 sur l'ordre d'Æthelred Ier, rétabli sur le trône après la déposition d'Osred en 790.
Ælfwald est inhumé en l'abbaye de Hexham. Les annales rapportent l'apparition d'une lumière divine à l'endroit de son meurtre, à la suite de quoi une église y aurait été fondée. Il est commémoré comme un « roi pieux et juste » dans la Historia regum de Siméon de Durham. Dans sa correspondance, Alcuin se montre néanmoins très critique à l'égard du roi défunt et situe sous son règne le début du déclin des mœurs chrétiennes dans le royaume de Northumbrie,.